# 李长华 (1952年)
李长华（1952年5月—），天津人，中华人民共和国政治人物、外交官。

## 生平
1975年，毕业于北京外国语学院西班牙语系，进入中华人民共和国外交部工作。2003年9月，出任中华人民共和国驻智利大使。2007年3月，出任中华人民共和国驻哥伦比亚大使。2009年，由高正月接任。2010年1月，出任中华人民共和国驻哥斯达黎加大使。2012年12月，自驻哥斯达黎加大使离任。

## 荣誉

### 外国勋章奖章
- 圣卡洛斯大十字勋章（哥伦比亚，2009年6月23日于波哥大颁发[3]）